# Max Beer (Publizist)

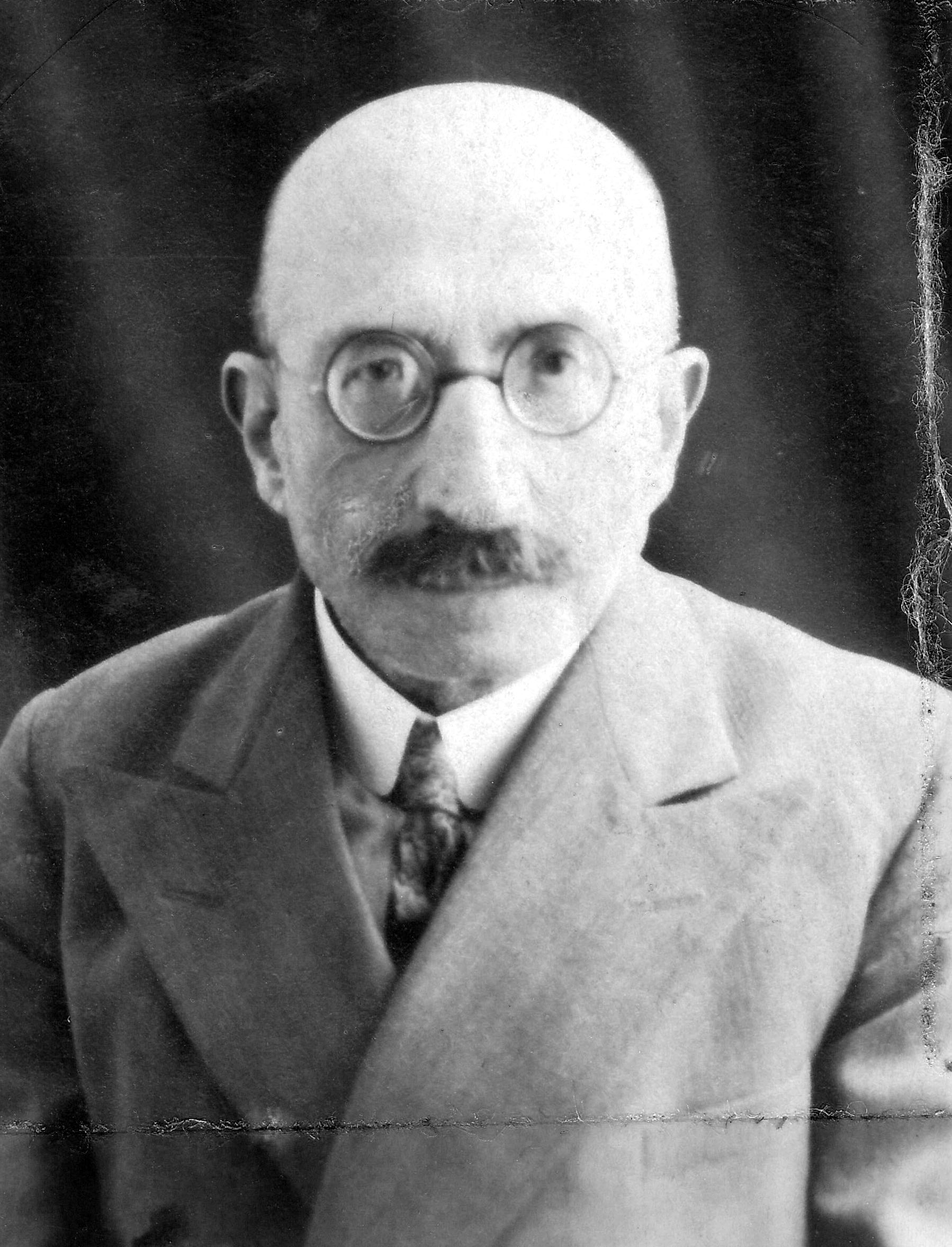
Max Beer

Max Beer (geboren am 10. August 1864 als Moses Beer in Tarnobrzeg, Galizien, Kaisertum Österreich; gestorben am 30. April 1943 in London) war ein österreichisch-deutscher Publizist und Historiker. Er veröffentlichte zeitweilig unter dem Pseudonym „Spektator“.
Bekannt wurde er vor allem durch Beiträge in mehreren sozialistischen Zeitschriften, darunter dem SPD-Parteiorgan Vorwärts zwischen Ende des 19. und der ersten Hälfte des 20. Jahrhunderts. Unter dem Titel Allgemeine Geschichte des Sozialismus und der sozialen Kämpfe schrieb er zwischen 1919 und 1923 ein fünfbändiges geschichtswissenschaftliches Grundlagenwerk zur internationalen historischen Entwicklung des Sozialismus.

## Leben
Moses (Max) Beer wuchs in einem traditionell jüdischen Elternhaus auf. Sein Vater war Unteroffizier in der österreichischen Armee. Nach Schulabschluss mit 15 Jahren und einigen Jobs übersiedelte der junge Mann 1889 nach Deutschland und war unter anderem als Herausgeber der sozialdemokratischen „Volksstimme“ in Magdeburg tätig.
Nachdem er wegen eines angeblichen Verstoßes gegen das Pressegesetz insgesamt 14 Monate inhaftiert gewesen war, emigrierte Max Beer 1894 nach London und studierte dort 1895 bis 1896 als einer der ersten an der London School of Economics. 1898 bis 1902 lebte er in New York, wo er als Korrespondent für die SPD-Zeitungen Die Neue Zeit und des Parteiorgans Vorwärts, für die Münchener Post und die Arbeiter-Zeitung tätig war. Von 1902 bis 1912 war er als Nachfolger von Eduard Bernstein Korrespondent des Vorwärts in London und lieferte Berichte über die Entwicklung der Arbeiterbewegung und die politische Lage in Großbritannien. Im Verlauf des Ersten Weltkriegs wurde er 1915 als „feindlicher Ausländer“ nach Deutschland ausgewiesen.
Zwischen 1919 und 1921 gab Max Beer die sozialistische Halbmonatsschrift Die Glocke heraus. Er arbeitete von 1927 bis 1929 am Marx-Engels-Institut in Moskau und 1929 bis 1933 am Institut für Sozialforschung in Frankfurt am Main. Kurz nach der Machtübernahme Hitlers und dem Beginn der nationalsozialistischen Diktatur wurden seine Werke in Deutschland auf die Liste der zu verbrennenden Bücher gesetzt. Im Jahr darauf (1934) emigrierte er nach London und wurde von den deutschen Behörden ausgebürgert.
Max Beer starb 1943 im Alter von 78 Jahren in London an Tuberkulose.
Am 31. Mai 1951 ließ die SED die Dragonerstraße im Ost-Berliner Stadtbezirk Mitte in Max-Beer-Straße umbenennen.
Im November 2023 wurde Beers Handlexikon sozialistischer Persönlichkeiten veröffentlicht. Er war vom Frankfurter Institut für Sozialforschung hierfür eigens beauftragt worden, begann seine Arbeit daran 1929 und konnte bis 1933 mehrere hundert Einträge erstellen. Seine Flucht aus Deutschland verhinderte die Fertigstellung. Im Yad Tabenkin Archiv wurde das Typoskript aufbewahrt. Seine Tochter hatte dieses in den 1980er Jahren an das Archiv überreicht. Günter Regneri verantwortet die Herausgabe.

## Schriften (Auswahl)
- Geschichte des Sozialismus in England. Dietz, Stuttgart 1913.
- Jean Jaurès: Sein Leben und Wirken. Zur Erinnerung an seinen Todestag (31. Juli 1914). Internationale Korrespondenz, Berlin-Karlshorst 1915.
- Karl Marx: Eine Monographie. Verlag für Sozialwissenschaft, Berlin 1918; 4., verbesserte Auflage 1922; Nachdruck der Erstauflage: Neuer ISP-Verlag, Köln 1999, ISBN 3-929008-05-X.
- Allgemeine Geschichte des Sozialismus und der sozialen Kämpfe. 5 Bände. Verlag für Sozialwissenschaft, Berlin 1919–1923; 7. Auflage, mit Ergänzungen von Hermann Duncker: Neuer Deutscher Verlag, Berlin 1931 (online).
- Der britische Sozialismus der Gegenwart, 1910–1920. Dietz, Stuttgart 1920.
- Handlexikon sozialistischer Persönlichkeiten, herausgegeben von Günter Regneri, Brumaire Verlag, Berlin 2023, ISBN 978-3-948608-41-5.